# Médaille Lewis-Fry-Richardson
La médaille Lewis-Fry-Richardson est une distinction décernée depuis 1997 par la Société européenne de géophysique (European Geophysical Society en anglais) pour une « contribution exceptionnelle à la géophysique non linéaire ». Cette Société est maintenant fusionnée dans l'Union européenne des géosciences ("European Goesciences Union" en anglais).

## Liste des lauréats
Les gagnants ont été , :
- 2023 : Angelo Vulpiani (it)
- 2022 : Ulrike Feudel
- 2021 : Bérengère Dubrulle
- 2020 : Valerio Lucarini
- 2019 : Shaun Lovejoy
- 2018 : Timothy N. Palmer
- 2017 : Edward Ott (en)
- 2016 : Peter L. Read
- 2015 : Daniel Schertzer
- 2014 : Olivier Talagrand
- 2013 : Jürgen Kurths
- 2012 : Harry Swinney
- 2011 : Catherine Nicolis
- 2010 : Klaus Fraedrich
- 2009 : Stéphan Fauve
- 2008 : Akiva Yaglom
- 2007 : Ulrich Schumann (de)
- 2006 : Roberto Benzi
- 2005 : Henk A.Dijkstra
- 2004 : Michael Ghil (en)
- 2003 : Uriel Frisch
- 2002 : Friedrich Hermann Busse (de)
- 2001 : Julian Hunt
- 2000 : Benoit Mandelbrot
- 1999 : Raymond Hide
- 1998  : Vladimir Keilis-Borok